# Traditionelle Grafschaften von Wales
Wales wird traditionell in 13 Grafschaften (engl. counties, walisisch siroedd) eingeteilt:
1. Monmouthshire (Sir Fynwy)
2. Glamorgan (Sir Forgannwg)
3. Carmarthenshire (Sir Gaerfyrddin)
4. Pembrokeshire (Sir Benfro)
5. Cardiganshire (Sir Aberteifi oder Ceredigion)
6. Brecknockshire (Sir Frycheiniog)
7. Radnorshire (Sir Faesyfed)
8. Montgomeryshire (Sir Faldwyn)
9. Denbighshire (Sir Ddinbych)
10. Flintshire (Sir y Fflint)
11. Merionethshire (Sir Feirionnydd)
12. Caernarfonshire (Sir Gaernarfon)
13. Anglesey (Sir Fôn)

Die traditionellen Grafschaften in der oben genannten Form waren bis 1974 Grundlage der Verwaltungsgliederung von Wales. Heute haben sie weder administrative noch zeremonielle Bedeutung. Für die von 1974 bis 1996 gültige Verwaltungsgliederung in  counties und  districts sowie die heutige, seit 1996 gültige administrative Einteilung in principal areas, die teilweise auch die Bezeichnung county führen, siehe Verwaltungsgliederung von Wales; für die heutigen zeremoniellen Grafschaften in Wales siehe Preserved County.
Siehe auch: Bedeutung der Namen der Grafschaften im Vereinigten Königreich